# Авяк
Авяк — река в России, протекает по Омской области (Большеуковский и Знаменский районы). Устье реки находится в 54 км по правому берегу реки Большого Аёва. Длина реки составляет 25 км.

## Данные водного реестра
По данным государственного водного реестра России относится к Иртышскому бассейновому округу, водохозяйственный участок реки — Оша, речной подбассейн реки — бассейны притоков Иртыша до впадения Ишима. Речной бассейн реки — Иртыш.